# Stary Błeszyn
Stary Błeszyn [pronunciación en polaco: /ˈEstrellaɨ ˈbwɛʂɨn/] (anteriormente en alemán Alt Blessin) es un pueblo ubicado en el distrito administrativo de Gmina Mieszkowice, dentro del Condado de Gryfino, Voivodato de Pomerania Occidental, en el norte de Polonia occidental, cercano a la frontera alemana. Se encuentra aproximadamente a 10 kilómetros al oeste de Mieszkowice, a 56 kilómetros al sur de Gryfino, y a 75 kilómetros al sur de la regional capital Szczecin.
Antes de 1945, el área fue parte de Alemania. Para la historia de la región, véase Historia de Pomerania.
El pueblo tiene una población de 149 habitantes.